# John Olsen (filmmand)
 Der er flere personer med dette navn, se John Olsen.
Friedjohn "John" Fulton Olsen (født 12. august 1888 i København, død 9. december 1959 i Gentofte) var en dansk manuskriptforfatter, filmproducent, biografejer og filmudlejer.
John Olsen blev født på Amager som næstyngste søn af fabrikant Frederik Ferdinand Olsen, der drev en mindre virksomhed med indsamling af klude og ben til videreforarbejdning.
Skolegangen afsluttedes med en præliminæreksamen, hvorefter han blev sendt ud for at blive handelsuddannet. Han fik efter en periode i Tyskland i 1910 ansættelse i London hos firmaet Moving Picture Agency, der distribuerede film til biografer, og efter at have været der i knap 3 år, startede han eget firma i London med henblik på salg af film til Skandinavien. I 1916 vendte han hjem til Danmark og omdannede selskabet til A/S Overseas Trading Co. Efter rejser til USA skaffede han bl.a. filmene med Charlie Chaplin til Danmark og i 1923 fik han agenturet på First National og Warner Bros. film.
Udover filmdistribution var han i denne periode også med til at starte forskellige biografer, bl.a. Kosmorama i Odense
I 1933 startede han filmudlejningsselskabet Teatrenes Films-Kontor og byggede sammen med Henning Karmark og Lau Lauritzen junior ASA Film Studio i 1936, hvor han var med til at producere ca. 20 danske film, indtil han i 1941 ragede uklar med Henning Karmark og startede sit eget filmstudio i 1942, Saga Studierne i Charlottenlund. Samtidig byggede han også Saga biografen, der i efter krigen var skandinaviens største biografteater (2074 pladser).
På Saga Studierne stod han som producent for samtlige produktioner, og for en stor dels vedkommende var han manuskriptforfatter og/eller idémand, alene eller sammen med Børge og Arvid Müller, Paul Sarauw, Annelise Reenberg eller andre. Blandt produktionerne kan nævnes Soldaten og Jenny, som egentlig var instruktøren Johan Jacobsens produktion, hvor John Olsens selskab SAGA lagde studier til og ydede lån og økonomisk støtte. Jacobsen kunne ikke få den produceret på Palladium, hvorfor han dannede et konsortium for at få den produceret. Flere af skuespillerne indgik i finansieringen med anparter.
Han skrev blandt andet manuskript og drejebog til filmene Rekrut 67 Petersen, Det var på Rundetårn, Færgekroen, Styrmand Karlsen og Baronessen fra benzintanken, som blev hans sidste.
Hans søn Flemming John Olsen forsatte efter hans død ledelsen af Saga.